# Zaandam
Zaandam er en by i den hollandske provins Nordholland. Den er hovedbyen i Zaanstad kommune. Byen er placeret tæt på den hollandske hovedstad Amsterdam, og i de seneste par år har byen nærmest udviklet sig til en forstad til Amsterdam.